# Вудвеј (Вашингтон)
Вудвеј (енгл. Woodway) град је у америчкој савезној држави Вашингтон. По попису становништва из 2010. у њему је живело 1.307 становника.

## Демографија
Према попису становништва из 2010. у граду је живело 1.307 становника, што је 371 (39,6%) становника више него 2000. године.
| Група             | 2000.       | 2010.         |
| Белци             | 878 (93,8%) | 1.125 (86,1%) |
| Афроамериканци    | 0 (0,0%)    | 8 (0,6%)      |
| Азијати           | 36 (3,8%)   | 102 (7,8%)    |
| Хиспаноамериканци | 8 (0,9%)    | 35 (2,7%)     |
| Укупно            | 936         | 1.307         |